# جوان روبنسون هيل
جوان روبنسون هيل (بالإنجليزية: Joan Robinson Hill)‏ هي نجمة اجتماعية أمريكية، ولدت في 6 فبراير 1931 في هيوستن في الولايات المتحدة، وتوفيت في 19 مارس 1969.